# Ксеркс II
Ксеркс II (на староперсийски: Хашāйāршā – „Цар на героите“) е персийски цар (май – юли 424 пр.н.е.) от династията на Ахеменидите.

## Живот
Син е на Артаксеркс I и царица Дамаспия и е единствен законен наследник на престола. От династията на Ахеменидите за него се знае най-малко. Успял да се задържи на престола само 45 дни, тъй като е убит в резултат на заговор на дворянската аристокрация, водена от доведения му брат Согдиан. Евнухът Фарнак и вавилонският сатрап Меностан организират убийството му в спалнята, докато бил пиян.
В съвременните за него исторически паметници не се споменава. Ако се съди от вавилонските таблици от Нипур се създава впечатлението, че Дарий II наследява престола веднага след смъртта на Артаксеркс I. Вероятно това се дължи на факта, че официалните интронизации на царе се извършват по традиция в деня на Свещената нова година (1 април), а принцът е убит по-рано.